# مالكوم سبينس
مالكوم سبينس (بالإنجليزية: Malcolm Spence) هو منافس ألعاب قوى جنوب أفريقي، ولد في 4 سبتمبر 1937 في جوهانسبرغ في جنوب أفريقيا، وتوفي في 30 ديسمبر 2010 في هويك في جنوب أفريقيا.

## وصلات خارجية
- مالكوم سبينس على موقع اللجنة الأولمبية الدولية (الإنجليزية)
- مالكوم سبينس على موقع أوليمبيديا (الإنجليزية)